# Капсула для монети

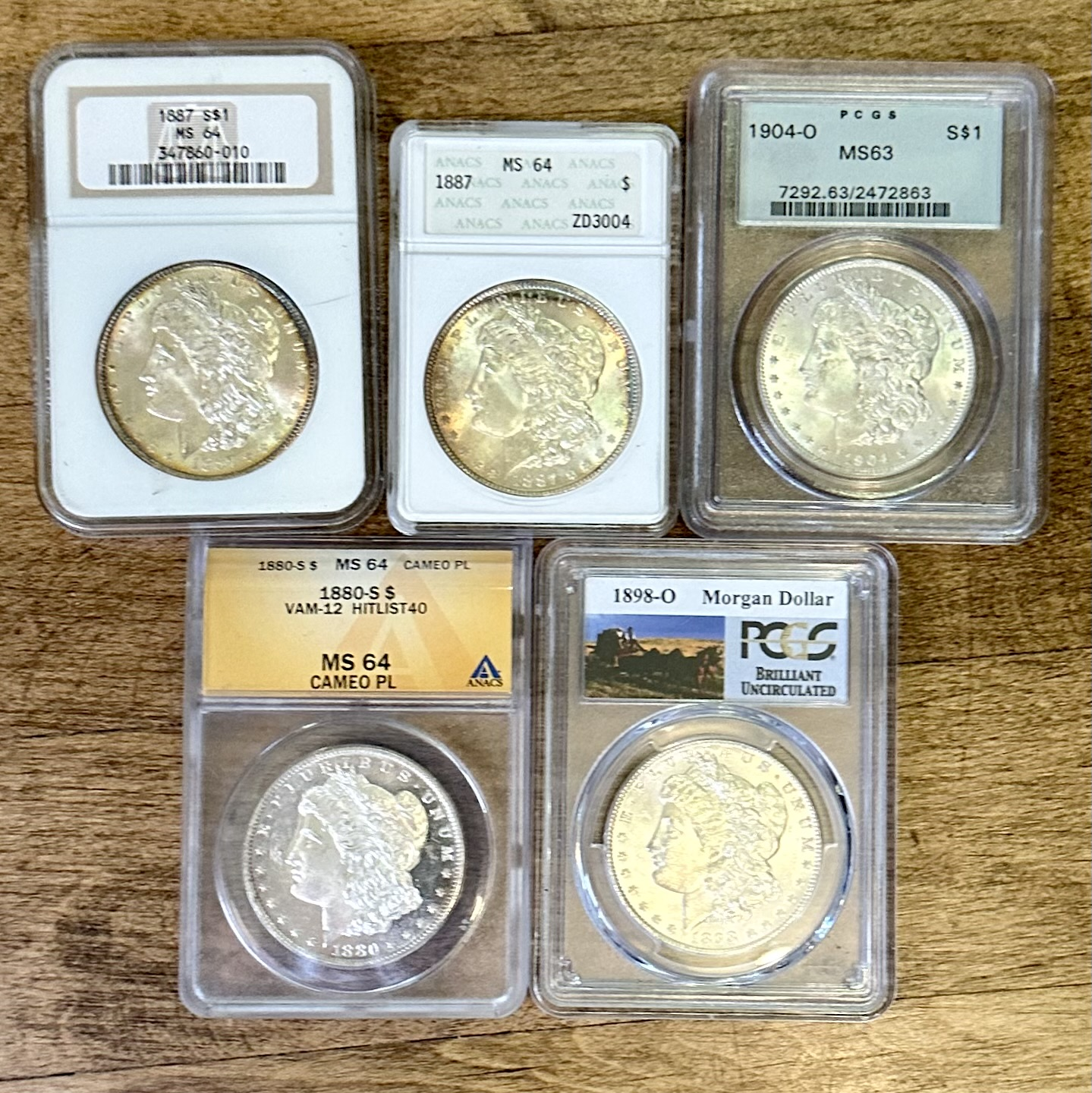
Різноманітність монетних капсул

Капсула для монети (англ. «slab», розм. Сляб) — це жорстка пластикова капсула, призначена для зберігання, захисту та демонстрації монети. Сляби часто використовуються професійними оцінювальними службами для монет, які вони перевірили на їх справжність, стан та інші характеристики. Практика надсилання монет до сторонніх компаній з оцінки з подальшим «слябуванням» розпочалася у 1986 році. Монету герметично запечатують у захищену від підробки капсулу зі штрих-кодом і голограмою. Для запобігання підробленню голограми почали прикріплювати до блоків з оціненими монетами починаючи з 1989 року. Ранні монетні блоки не мали голограми.

## Історія

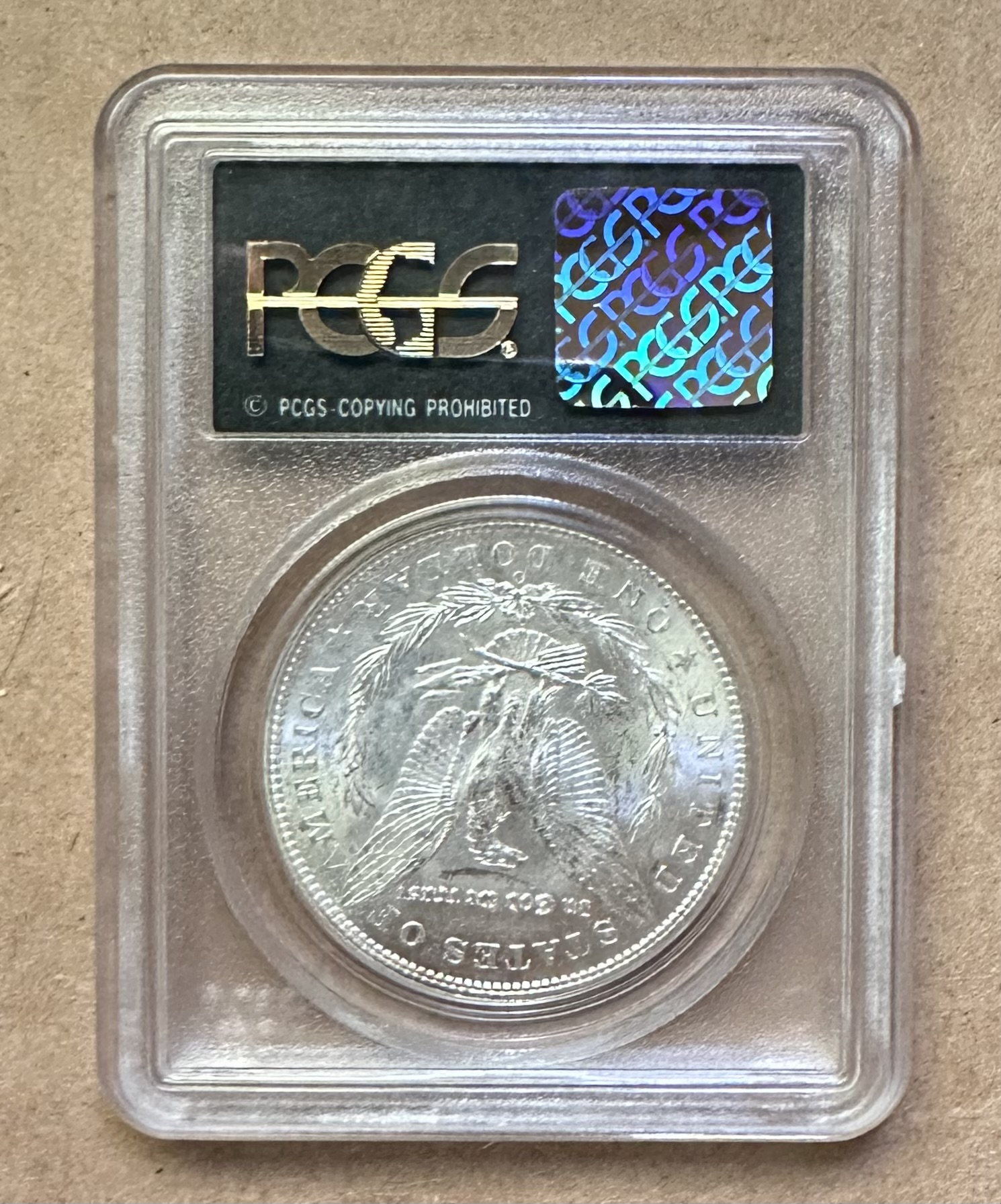
Реверс монетної капсули PCGS з голограмою у верхньому правому куті

Слябування монет — це практика, яка почалася в 1986 році. Це був спосіб усунути суперечки щодо класифікації монети, залучивши третю сторону до сертифікації стану монети.  Існують великі компанії сертифікації монет, які інкапсулюють монети в акриловий футляр після сортування монети. Такі компанії, як ANACS (компанія з класифікації монет), Numismatic Guaranty Company (NGC), Professional Coin Grading Service (PCGS), International Coin Certification Service і CAC приймають монети, які вони класифікують, сертифікують, а потім слябуюсь. Колекціонери покладаються на ці сторонні компанії, які сертифікують монети.  Після перевірки та сертифікації монет на сляб наноситься голографічна етикетка.   Найдавніші монети, виготовлені великими компаніями з класифікації монет, не мали голограм. У 1989 році PCGS почала додавати голограми на реверс своїх капсул  У 1990 році NGC почала додавати голограми до своїх слябів. 

## Підроблені сляби
Фальшивомонетники дублювали деякі сляби від великих сортувальних компаній, і в 2023 році CoinWeek повідомляв про підробку слябів 1881-CC Morgans «PCGS».   У 2018 році нумізматичний журнал Coin World повідомив, що на сайті AliExpress продавалися підроблені капсули PCGS з голограмами. Вони повідомили, що справжні плити «звуконепроникні», а фальшиві плити з'єднуються між собою.  Журнал також повідомив про виявлення підробленого південноафриканського золота Крюгерранда, який був у підробленій капсулі NGC з голограмою. 